# Luiz Adriano
Luiz Adriano de Souza da Silva (Porto Alegre, 12 de abril de 1987), conocido deportivamente como Luiz Adriano, es un futbolista brasileño. Juega como delantero y se encuentra sin equipo.

## Trayectoria

### Inicios
Luiz Adriano empezó su carrera futbolística en las categorías inferiores de un equipo de su ciudad natal, el Sport Club Internacional.

### Internacional
En 2006 pasó a formar parte de la primera plantilla del club. Ese año el equipo ganó la Copa Libertadores de América. El club también juega la Copa Mundial de Clubes de la FIFA, trofeo que ganó al imponerse en la final al Fútbol Club Barcelona por un gol a cero. Luiz Adriano fue el autor del tanto decisivo en el partido de semifinales (Al-Ahly 1-2 Internacional) y disputó la final, sustituyendo a su compañero Alexandre Pato en el minuto 61.

### Europa
El 2 de marzo de 2007 fichó por el Shakhtar Donetsk ucraniano, equipo que tuvo que desembolsar 3 millones de euros para poder traerlo. Ese año el Shakhtar Donetsk conquistó los tres títulos nacionales: Liga, Copa y Supercopa de Ucrania. En 2009 se proclamaron campeón de la Copa de la UEFA, hoy Liga Europa de la UEFA, al derrotar 2-1 en la final al Werder Bremen, y Adriano marcó el primer gol de los ucranianos.
En 2012 se enfrentó a un proceso disciplinario por parte de la UEFA, tras marcar un gol después de un bote neutral en un encuentro de la fase de grupos de la Liga de Campeones contra el FC Nordsjælland.
En la jornada 3 de la fase de grupos de la Liga de Campeones de la UEFA 2014-15 el jugador brasileño se convirtió en el segundo jugador en marcar cinco goles en un mismo partido de la máxima competición europea, en el tercer partido por la fase de grupos del torneo, que terminó 7-0 contra el FC BATE Borisov, récord compartido con Lionel Messi y Erling Haaland, si bien tanto el argentino como el noruego lo hicieron en partidos ya de eliminatoria directa.
En 2015 el A. C. Milan alcanzó un acuerdo para incorporar a sus filas al delantero de 28 años, que la temporada anterior marcó 18 goles en 29 encuentros con el club ucraniano. Un gran refuerzo para el equipo rossoneri, que estaba decidido a acabar con los malos resultados que había tenido en los últimos años.
Debutó oficialmente el 17 de agosto por la tercera ronda de la Copa Italia como titular y marcó su primer gol oficial como rossoneri en la victoria 2 a 0 clasificándose a la cuarta ronda.
En enero de 2016 fue transferido al Jiangsu Sainty pero decidió regresar a Milán ya que no pudo arreglar su salario con el club chino.
En enero de 2017 fue transferido al Spartak de Moscú procedente del A. C. Milan por la suma aproximada de 4,5 millones de euros.

### S. E. Palmeiras
El 30 de julio de 2019 S. E. Palmeiras anunció su fichaje por cuatro temporadas. Se marchó del club en febrero de 2022 habiendo jugado más de cien partidos y marcado más de treinta goles, además de lograr dos Copas Libertadores entre otros títulos.

### Turquía y vuelta a S. C. Internacional
A los pocos días de abandonar Brasil, se confirmó su regreso al fútbol europeo después de haber firmado con el Antalyaspor turco hasta junio de 2023. Unos meses antes de que el contrato expirara, en febrero, volvió a S. C. Internacional dieciséis años después.
En febrero de 2024 puso fina a su segunda etapa en el club y fichó por el E. C. Vitória hasta final de año. Sin embargo, tres meses después acordó la rescisión de su contrato habiendo marcado un único gol en trece partidos.

## Selección nacional
Ha sido internacional en las categorías inferiores de la selección brasileña. Luiz Adriano ofreció ser convocado por Ucrania cuando tramitara la nacionalidad ucraniana. No obstante, el 23 de octubre de 2014, el seleccionador brasileño Dunga lo convocó por primera vez para los amistosos a disputarse contra Turquía y Austria en noviembre del mismo año.

## Estadísticas
| Club                             | Div.          | Temporada     | Liga  | Liga  | Estatal | Estatal | Copa nacional | Copa nacional | Copa internacional | Copa internacional | Total | Total | Media goleadora |
| Club                             | Div.          | Temporada     | Part. | Goles | Part.   | Goles   | Part.         | Goles         | Part.              | Goles              | Part. | Goles | Media goleadora |
| -------------------------------- | ------------- | ------------- | ----- | ----- | ------- | ------- | ------------- | ------------- | ------------------ | ------------------ | ----- | ----- | --------------- |
| S. C. Internacional · Brasil     | 1.ª           | 2006          | 12    | 0     | 2       | 1       | ―             | ―             | 2                  | 1                  | 16    | 2     | 0,13            |
| S. C. Internacional · Brasil     | 1.ª           | 2007          | 7     | 1     | 1       | 0       | ―             | ―             | 1                  | 0                  | 9     | 1     | 0,11            |
| F. K. Shakhtar Donetsk · Ucrania | 1.ª           | 2006-07       | 5     | 0     | ―       | ―       | 1             | 0             | ―                  | ―                  | 6     | 0     | 0               |
| F. K. Shakhtar Donetsk · Ucrania | 1.ª           | 2007-08       | 13    | 4     | ―       | ―       | 5             | 1             | 1                  | 0                  | 19    | 5     | 0,26            |
| F. K. Shakhtar Donetsk · Ucrania | 1.ª           | 2008-09       | 12    | 4     | ―       | ―       | 3             | 1             | 14                 | 4                  | 29    | 9     | 0,31            |
| F. K. Shakhtar Donetsk · Ucrania | 1.ª           | 2009-10       | 23    | 11    | ―       | ―       | 1             | 0             | 12                 | 6                  | 36    | 17    | 0,47            |
| F. K. Shakhtar Donetsk · Ucrania | 1.ª           | 2010-11       | 21    | 10    | ―       | ―       | 6             | 6             | 10                 | 4                  | 37    | 20    | 0,54            |
| F. K. Shakhtar Donetsk · Ucrania | 1.ª           | 2011-12       | 23    | 12    | ―       | ―       | 6             | 1             | 6                  | 3                  | 35    | 16    | 0,46            |
| F. K. Shakhtar Donetsk · Ucrania | 1.ª           | 2012-13       | 19    | 7     | ―       | ―       | 6             | 5             | 7                  | 3                  | 32    | 15    | 0,47            |
| F. K. Shakhtar Donetsk · Ucrania | 1.ª           | 2013-14       | 25    | 20    | ―       | ―       | 6             | 2             | 8                  | 3                  | 39    | 25    | 0,64            |
| F. K. Shakhtar Donetsk · Ucrania | 1.ª           | 2014-15       | 21    | 9     | ―       | ―       | 5             | 3             | 7                  | 9                  | 33    | 21    | 0,64            |
| F. K. Shakhtar Donetsk · Ucrania | Total club    | Total club    | 162   | 77    | 0       | 0       | 39            | 19            | 65                 | 32                 | 266   | 128   | 0,48            |
| A. C. Milan · Italia             | 1.ª           | 2015-16       | 26    | 4     | ―       | ―       | 3             | 2             | ―                  | ―                  | 29    | 6     | 0,21            |
| A. C. Milan · Italia             | 1.ª           | 2016-17       | 7     | 0     | ―       | ―       | 0             | 0             | ―                  | ―                  | 7     | 0     | 0               |
| A. C. Milan · Italia             | Total         | Total         | 33    | 4     | 0       | 0       | 3             | 2             | 0                  | 0                  | 36    | 6     | 0,17            |
| F. C. Spartak Moscú · Rusia      | 1.ª           | 2016-17       | 8     | 2     | ―       | ―       | 0             | 0             | ―                  | ―                  | 8     | 2     | 0,25            |
| F. C. Spartak Moscú · Rusia      | 1.ª           | 2017-18       | 25    | 10    | ―       | ―       | 5             | 2             | 8                  | 3                  | 38    | 15    | 0,4             |
| F. C. Spartak Moscú · Rusia      | 1.ª           | 2018-19       | 23    | 6     | ―       | ―       | 2             | 0             | 5                  | 1                  | 30    | 7     | 0,23            |
| F. C. Spartak Moscú · Rusia      | 1.ª           | 2019-20       | 3     | 1     | ―       | ―       | ―             | ―             | ―                  | ―                  | 3     | 1     | 0,33            |
| F. C. Spartak Moscú · Rusia      | Total club    | Total club    | 59    | 19    | 0       | 0       | 7             | 2             | 13                 | 4                  | 79    | 25    | 0,32            |
| S. E. Palmeiras · Brasil         | 1.ª           | 2019          | 13    | 6     | ―       | ―       | ―             | ―             | 2                  | 1                  | 15    | 7     | 0,47            |
| S. E. Palmeiras · Brasil         | 1.ª           | 2020          | 24    | 10    | 14      | 3       | 7             | 2             | 9                  | 5                  | 54    | 20    | 0,37            |
| S. E. Palmeiras · Brasil         | 1.ª           | 2021          | 19    | 3     | 6       | 1       | 2             | 0             | 8                  | 1                  | 35    | 5     | 0,14            |
| S. E. Palmeiras · Brasil         | Total club    | Total club    | 56    | 19    | 20      | 4       | 9             | 2             | 19                 | 7                  | 104   | 32    | 0,31            |
| Antalyaspor Turquía              | 1.ª           | 2021-22       | 15    | 4     | ―       | ―       | 1             | 0             | ―                  | ―                  | 16    | 4     | 0,25            |
| Antalyaspor Turquía              | 1.ª           | 2022-23       | 19    | 1     | ―       | ―       | 3             | 2             | ―                  | ―                  | 22    | 3     | 0,14            |
| Antalyaspor Turquía              | Total club    | Total club    | 34    | 5     | 0       | 0       | 4             | 2             | 0                  | 0                  | 38    | 7     | 0,18            |
| S. C. Internacional · Brasil     | 1.ª           | 2023          | 29    | 3     | 4       | 1       | 2             | 0             | 11                 | 3                  | 46    | 7     | 0,15            |
| S. C. Internacional · Brasil     | 1.ª           | 2024          | ―     | ―     | 4       | 0       | ―             | ―             | ―                  | ―                  | 4     | 0     | 0               |
| S. C. Internacional · Brasil     | Total club    | Total club    | 48    | 4     | 11      | 2       | 2             | 0             | 14                 | 4                  | 75    | 10    | 0,13            |
| E. C. Vitória · Brasil           | 1.ª           | 2024          | 8     | 0     | 3       | 1       | 2             | 0             | ―                  | ―                  | 13    | 1     | 0,08            |
| E. C. Vitória · Brasil           | Total club    | Total club    | 8     | 0     | 3       | 1       | 2             | 0             | 0                  | 0                  | 13    | 1     | 0,08            |
| Total carrera                    | Total carrera | Total carrera | 400   | 128   | 34      | 7       | 66            | 27            | 111                | 47                 | 611   | 209   | 0,34            |

## Palmarés

### Campeonatos estatales
| Título              | Club            | País   | Año  |
| ------------------- | --------------- | ------ | ---- |
| Campeonato Paulista | S. E. Palmeiras | Brasil | 2020 |

### Campeonatos nacionales
| Título                | Club                | País    | Año  |
| --------------------- | ------------------- | ------- | ---- |
| Liga de Ucrania       | Shakhtar Donetsk    | Ucrania | 2008 |
| Copa de Ucrania       | Shakhtar Donetsk    | Ucrania | 2008 |
| Supercopa de Ucrania  | Shakhtar Donetsk    | Ucrania | 2008 |
| Liga de Ucrania       | Shakhtar Donetsk    | Ucrania | 2010 |
| Supercopa de Ucrania  | Shakhtar Donetsk    | Ucrania | 2010 |
| Liga de Ucrania       | Shakhtar Donetsk    | Ucrania | 2011 |
| Copa de Ucrania       | Shakhtar Donetsk    | Ucrania | 2011 |
| Liga de Ucrania       | Shakhtar Donetsk    | Ucrania | 2012 |
| Supercopa de Ucrania  | Shakhtar Donetsk    | Ucrania | 2012 |
| Copa de Ucrania       | Shakhtar Donetsk    | Ucrania | 2012 |
| Liga de Ucrania       | Shakhtar Donetsk    | Ucrania | 2013 |
| Supercopa de Ucrania  | Shakhtar Donetsk    | Ucrania | 2013 |
| Copa de Ucrania       | Shakhtar Donetsk    | Ucrania | 2013 |
| Liga de Ucrania       | Shakhtar Donetsk    | Ucrania | 2014 |
| Supercopa de Ucrania  | Shakhtar Donetsk    | Ucrania | 2014 |
| Supercopa de Italia   | A. C. Milan         | Italia  | 2016 |
| Liga Premier de Rusia | F. C. Spartak Moscú | Rusia   | 2017 |
| Supercopa de Rusia    | F. C. Spartak Moscú | Rusia   | 2017 |
| Copa de Brasil        | S. E. Palmeiras     | Brasil  | 2020 |

### Campeonatos internacionales
| Título                 | Club                | Sede           | Año  |
| ---------------------- | ------------------- | -------------- | ---- |
| Copa Libertadores      | S. C. Internacional | Brasil         | 2006 |
| Copa Mundial de Clubes | S. C. Internacional | Japón          | 2006 |
| Copa de la UEFA        | Shakhtar Donetsk    | Estambul       | 2009 |
| Copa Libertadores      | S. E. Palmeiras     | Río de Janeiro | 2020 |
| Copa Libertadores      | S. E. Palmeiras     | Montevideo     | 2021 |